# Археология Украины
Археология Украины — история материальной культуры на территории нынешней Украины, начиная с ранних гоминид и вплоть до начала нашей эры, когда в исторических источниках появляются свидетельства о славянских культурах на территории Украины.
Каменные орудия возрастом около 1,4 миллиона лет из стоянки в Королёво (Закарпатская область) — древнейшие из надёжно датированных следов присутствия людей рода Homo в Европе. Эти находки заполняют временной пробел между древнейшими каменными орудиями из Грузии (1,85-1,78 млн лет) и юго-западной Европы (1,2-1,1 млн лет), подтверждая гипотезу того, что люди заселяли Европу с востока.

## Палеолит
Галечные индустрии олдувайских стоянок Южного берега Крыма типа Эчки-Дага, Гаспры, Ай-Петри, Мыса Маячный (близ Севастополя) и других подобных в Крыму относятся к интервалу между Дунай-Гюнцем и Гюнц-Минделем. Стоянка Непоротово VI на правом берегу Днестра вблизи села Непоротово Сокирянского района Черновицкой области находит аналогии в материалах VII и VI культурно-хронологических комплексов Королёво и относится к интервалу Гюнц-Миндель/Миндель (900 и 780 тыс. л. н.).
Артефакты стоянки Королёво VII из посёлка Королёво в Закарпатье обнаружены в зоне обратной намагниченности (900 тыс. лет назад). Слой Королёво VI относится к верхней части внутриминдельской палеопочвы (600 тыс. лет назад). К нижнему палеолиту относится серия местонахождений Среднего Подонцовья, расположенная в пределах Станично-Луганского и Краснодонского райононов Луганской области у сёл Вишнёвый Дол, Макарово, Пионерское, Красный Деркул.
К раннему и среднему палеолиту также относятся стоянки Лука-Врублевецкая, Головчинцы-1 (0,9—1,2 млн л. н.), Меджибож 1, Меджибож А (Меджибож, Летичевский район, Хмельницкая область) и Маслово (Шполянский район, Черкасская область) на Южном Буге, Гаспра в Крыму, Малый Раковец IV близ села Малый Раковец Иршавского района Закарпатской области, Бабин I, Букивна IV на Днестре, Кодак на Днепре. Ашельские памятники Крыма: Заскальная IX, Шары I—III, нижний слой стоянки Киик-Коба, Кабази II, Шар IV, Красный Мак и др.
В слое 1 стоянки Меджибож А предполагаемые очаги датируются возрастом ок. 380 тыс. лет назад.
Три нижних слоя стоянки Непоротово-7 относятся к молодовскому варианту индустрии Леваллуа (морские изотопные стадии MIS 6, MIS 5, MIS 4, MIS 3).
Мустьерские стоянки исследованы в пещерах горного Крыма: Киик-Коба, Волчий грот, Шайтан-Коба, Чокурча, Староселье, Ак-Кая, Заскальная V, Заскальная VI, Пролом II (аккайская мустьерская культура), Кабази, Аджи Коба I и др. В Закарпатье к мустье относятся верхние слои в Королёво, Рокосово, на Буковине — Кетросы, в Поднестровье — нижние слои Молодова I (горизонты 1—5), Молодова V (горизонты 11—12), Кормань IV, на Подолье — Большой Глибочок, Пронятин, на Житомирщине — Рихта, Житомирская, в Надпорожье — Орёл, в Донбассе — Антоновка I, Антоновка II (антоновская культура), Курдюмовка, Званивка, Белокузьминовка, Стинка 1-2, Осыпки на Днестре близ Хотина (стинковская мустьерская культура).
Типичный микок характеризуется материалами аллювиального комплекса стоянки Кетросы, а также единичными находками, включая типичный сердцевидный бифас с реки Смотрич на окраине Негина. Ранние комплексы микока отмечены на восточной окраине ареала, в то время как «восточно-микокские» элементы распространяются в пленигляциале. Бифасы крупных размеров, в их числе скребло с частично двусторонней обработкой, которые обычны в микокском слое 5 Стинки 1.
Найденная в Романково в 1957 году при строительстве Днепродзержинской ГЭС бедренная кость человека синхронна ископаемой фауне и орудиям позднего мустье и принадлежит, по мнению Е. Н. Хрисанфовой палеоантропу.
Известны верхнепалеолитические стоянки Высь, Мезинская, Пушкари I, Стинка, Мира, Буран-Кая III слой С, Королёво II, Бугорок, Погон, Радомышль, Межиричская, Киевокирилловская, Новгород-Северская, Чулатово, Бужанка, Сюрень I, Качинский Навес, Аджи-Коба I и др.
К селетоидным комплексам Украины относятся стоянки: Стинка, Королёво II в Закарпатье, Мира под Запорожьем, Буран-Кая III слой С в Крыму, Высь в Кировоградской области. Куличивка слой III в Волыно-Подолии относится к ориньякоидному технокомплексу. Стоянками Молодова представлена молодовская культура верхнего палеолита.
В финальном палеолите на территории Украины представлены свидерская культура (вплоть до Крыма), красносельская культура (на территории современного украинского Полесья) и другие.
Находки останков верхнепалеолитических людей известны из Чулатово 1, Новгород-Северской стоянки, Анетовки II, Миры, Кормана IV, Городка II, Сюрени, Буран-Каи III. В Староселье найдено погребение ребёнка вида Homo sapiens с отдельными неандерталоидными признаками.

## Мезолит
12-10 тысяч лет назад, в эпоху мезолита, отступление ледника, общее потепление и формирования европейских географически ландшафтных зон, близких к современным способствовало интенсивному заселению территории Украины. Выделяют три больших ареала мезолитических племён: южный — в степях Северного Причерноморья и Приазовья и в Крыму, лесостепной — в Среднем Поднепровье и бассейне Северского Донца и лесной — в нынешних северных регионах Украины. Параллельно шло и улучшение материальной культуры: в это время люди перешли на относительно оседлый образ жизни, начали одомашнивать животных, строить полуземляные дома с сплетёнными из лозы стенами, обмазанными глиной, охотиться с помощью лука и стрел, использовать примитивную леплённую посуду для варки пищи.
В это время на территории Украины в основном была представлена группа культур «степного мезолита»: гребениковская, белолесская (Белолесье), анетовская, сероглазовская и ряд других. В одной из пещер Горного Крыма расположен мезолитический памятник Мурзак-Коба.
Концом IX—VII тыс. до н. э. датируется зимовниковская культура, существовавшая в бассейне Дона и степном Подонцовье.
Древнейшие данные по палеогенетике с территории Украины относятся к мезолитическому могильнику Vasilyevka. У обитателей могильника Vasilyevka, живших 11—9 тыс. л. н., определены Y-хромосомные гаплогруппы I2a1, I2a2a-P220, R1a, R1b1a2-V88 и митохондриальные гаплогруппы U4b, U5a2, U5b2.

## Неолит
В то время как в Европе наступил неолит, на большей части Украины доминировали субнеолитические культуры, то есть сохранившие многие характеристики мезолита. Среди них важную роль играла днепро-донецкая культура. Антропологически представители днепро-донецкой культуры были выраженными кроманьонцами. С юга на территорию Украины с территории Балкан проникают носители балканских неолитических культур, которые столкнулись с местной буго-днестровской культурой.
Распространение земледелия и скотоводства на землях Украины в эпоху неолита.
Земледелие и скотоводство позволяли, используя природу, выращивать ежегодно новые растения и увеличивать поголовье домашних животных — то есть воссоздавать природные богатства.
Вот почему новые виды деятельности человека учёные условились называть воспроизводственными.
Земледелие и скотоводство возникли в последний период каменного века, который называют неолитом.
Территория Украины не относится к регионам, где возникли земледелие и скотоводство.
Однако местные охотники в течение 8-6 тыс. гг перенимали новые виды человеческой деятельности от жителей Центральной Европы, которые, в свою очередь, заимствовали их от переселенцев из Передней Азии. Поэтому опыт земледельцев и скотоводов наши давние предки усваивали от разных народов.
Появление земледелия подтолкнуло людей к изобретению первого искусственного материала — керамики (выжженная глина). Из неё изготовляли разнообразную посуду для хранения зерна и приготовления блюд. У каждого из народов были свои любимые формы горшков и они отдавали предпочтение тем или иным узорам.
Поскольку названия древних народов не сохранились, учёные пользуются условными, пользуясь понятием археологической культуры.
По данным археологов, на наших землях в эпохи неолита и энеолита было немало очагов земледелия и скотоводства. Они принадлежали к разным археологическим культурам, центры которых располагались в Юго-Западной и Центральной Европе, а земли Украины были восточной границей их распространения.
У неолитических жителей могильника Вовниги 2, живших ок. 7,3 тыс. л. н., определена Y-хромосомная гаплогруппа I2a2a1b1b и митохондриальные гаплогруппы U4b, U5a2, у представителя днепро-донецкой культуры из Вовниги 2, жившего ок. 6,3 тыс. л. н., определена митохондриальная гаплогруппа U4 и Y-хромосомная гаплогруппа R1a. У неолитических обитателей могильника Дереивка I, живших на мысе реки Омельник ок 7,5—6,8 тыс. л. н., определены митохондриальные гаплогруппы U4b1a1a, U5a1b, U5b2b1 и Y-хромосомные гаплогруппы R, R1, R1a, R1b1, I, I2a2a1b, I2a2a1b1.

## Меднокаменный век
Период энеолита (медный век) представлен трипольской культурой, памятники и периоды которой исследователи разделяют на три этапа: ранний (5400 — 4600), средний (4600—3500/3200) и поздний (3500/3200 — 2 700 гг. до н. э.). Трипольская культура была также широко распространена на территории Румынии. Кроме того известны такие археологические культуры, как малицкая, волыно-люблинской расписной керамики, воронковидных кубков, болградский вариант культуры Гумельница (в болгарской версии — культура Варна), кроме того в степной зоне — среднестоговская историко-культурная общность (ранее — среднестоговская культура, ныне в ней выделяют новоданиловскую, квитянскую, стоговскую, дереивскую и другие культуры, нижнемихайловская. Кроме того в медном веке продолжали существовать такие культуры предшествующей эпохи, как днепро-донецкая (в Поднепровье), азово-днепровская, ямочно-гребенчатой керамики в лесной зоне. Таким образом в медном веке на территории современной Украины сосуществовали группы населения с различными видами хозяйства (от земледельцев и скотоводов до охотников и рыболовов, различным уровнем социально-экономического развития. К примеру, трипольцы уже во второй половине 5 тыс. до н. э. создали систему вождеств и крупные населённые пункты (до 5—10 тыс. чел.) и в дальнейшем развивали эту систему, достигшую вершины развития в первой половине 4 тыс. до н. э., когда существовали такие поселения, как Тальянки (ок. 340 га), Майданецкое (ок. 200 га) и другие. Они были экономическими, политико-административными, военными и религиозными центрами значительной округи. На одном из поселений у с. Небелевка в Кировоградской области площадью ок. 300 га были открыты остатки храмового комплекса площадью ок. 1200 м² с семью алтарями. Возникло разделение труда — как внутри поселений (кремнеобработка, гончарство, ткачество, металлообработка) так и между территориями (в первую очередь добыча сырья — меди, кремня и его первичная переработка).
В результате дальнейшего развития культуры ямочно-гребенчатой керамики возникла марьяновская культура, распространённая на территории лесостепной Украины и левобережного Полесья.
В результате масштабного экономического кризиса после 3200 года до н. э., вызванного изменениями в окружающей среде (началось похолодание — пиорское колебание), при участии населения многих культур, в том числе воронковидных сосудов, шаровидных амфор (западноволынский, восточноволынский и подольско-молдавский варианты), шнуровой керамики, нижнемихайловской, постмариупольской и других складывается ряд посттрипольских культур (или локальных вариантов Триполья — софиевского, трояновского, городского, серезлиевского и др.), в том числе и с участием степного населения. Утрачиваются яркие черты материальной культуры Триполья — глинобитные постройки, расписная керамика, статуэтки. Эта эпоха согласно тенденциям удревнения начала бронзового века (3400 год до н. э.) вполне может быть к нему отнесена.
Часть представителей трипольской культуры приняли участие в формировании усатовской культуры. Изучение фауны с поселений последней показало, что её представители впервые создали модель кочевого скотоводства с доминированием в стаде овец (63—64 %) при определённой доле коней (до 13-13) и крупного рогатого скота. Представители посттрипольских культур, как показывают исследования последнего десятилетия, сосуществовали с раннеямным и, вероятно, раннекатакомбным населением.
В одном из дмитровских курганов в Запорожье была найдена деревянная повозка катакомбников с целиком сохранившимся колесом возрастом 5 тысяч лет. Двухколёсная повозка с сохранившимся колесом диаметром 0,6 м известна из катакомбного погребения «Тягунова Могила» (ок. 5 тыс. л. н.) в запорожском селе Марьевка. Оба колеса двухколёсной деревянной арбы из Сторожевой могилы ямной культуры под Днепропетровском (III тысячелетие до н. э.) были сделаны из сплошного куска дерева, рассечённого продольно, с круглыми отверстиями для оси и толстыми ступицами.
У представителя среднестоговской культуры из хутора Александрия (Харьковская область, левый берег реки Оскол), жившего 6200 лет до настоящего времени, определена Y-хромосомная гаплогруппа R1a1a1-M417 и митохондриальная гаплогруппа H2a1a.

## Бронзовый век
Для периода бронзового века исследователи насчитывают порядка 20 археологических культур, в частности, территориям центральной части характерна белогрудовская культура. Считается, что в этот период произошло окончательное разделение праиндоевропейской общности и началась экспансия этих племён на восток, запад и юг. Закончился бронзовый век катастрофой, вызванной вторжением в страны Ближнего Востока и Восточного Средиземноморья народов моря из Балканского региона, в том числе, возможно, племена сабатиновской культуры (юг Украины). Сосницкая культура 2-го тыс. до н. э. приходит на смену среднеднепровской культуре и вместе с тшинецкой и комаровской культурами включается тшинецкий культурный круг.
Комаровская культура была распространена в Прикарпатье, Западной Подолии, на Волыни, в Среднем Побужье (территория современной Западной Украины), частично на правобережье Среднего Приднепровья в XV—XII веках до н. э., на западе — до VIII—VII веков до н. э. Культура Ноуа (XIII—XI вв. до н. э.) была распространённая в Центральной и Восточной Румынии, Молдавии и в Черновицкой, Ивано-Франковской, Тернопольской и Львовской областях. В X—VIII вв. до н. э. просторы Бовшева заселяют племена голиградской культуры фракийского гальштата.
Бондарихинская культура финального бронзового и раннего железного веков (XI—IX вв. до н. э.) была распространена от Днепровского левобережья до верхнего и среднего течения Северского Донца.
Культура Сучу-де-Сус среднего бронзового века входила в состав юго-восточной подгруппы круга культур полей погребальных урн. Гава-голиградская культура (гавская культура) конца бронзового — начала железного века (гальштатского периода) датируется серединой VII века до н. э.

## Железный век
Около 1500 года до н. э. на территории Украины появились кочевые племена. Одним из них были киммерийцы (IX—VII века до н. э.), о которых имеются упоминания в письменных источниках.
В 1100—600 годах до н. э. высоцкая культура занимала небольшое пространство на территории Тернопольской области и частично Львовской области в верховьях Западного Буга и верхних притоков Припяти.
Предскифская черногоровская культура раннего железного века существовала в Северном Причерноморье в IX—VII веках до н. э.
Скифы, ираноязычный народ из Центральной Азии, в VII веке до н. э. вытеснили киммерийцев из украинских степей. Приблизительно в тот же самый период греки начали основывать первые колонии в Северном Причерноморье. Скифы создали первое централизованное государство на территории Украины. Известно 11 городищ, площадь которых превышает 100 га: Немировское, Трахтемировское, Мотронинское, Чмыревское, Журжинецкое, Комаровское, Моринцы, Тараща, Ходосовское, Бельское. Возможно, к городищам-гигантам относится Басовское городище. Большинство городищ сосредоточено на правом берегу Днепра. На левом берегу известны два городища — Бельское в Поворсклье и Басовское в Посулье. В рамках больших городищ рассматривают четыре, расположенные на сравнительно близком расстоянии друг от друга городища: Пастырское, Будянское, Буда-Макеевское и Шарповское. А. А. Спицын при раскопках Немировского городища выявил связь скифов с Гальштаттом.
Около 200 годов до н. э. скифов вытесняют сарматы.
Зарубинецкая культура характерна для северо-запада Киевщины 3 века до н. э. — 3 века н. э. Кельты (латенская культура) были распространены на территории Западной, Центральной и Южной Украины (Бовшев на Ивано-Франковщине, Мукачево в Закарпатье, Залесье на Киевщине, Парутино в Николаевской области).
Поянешти-лукашевская культура датируется рубежом ІІІ—ІI вв. до н. э. — первой половиной 1-го тысячелетия нашей эры.
В поселениях липицкой культуры (I—III века) население занималось земледелием (о чём свидетельствуют долгосрочные жилища и наличие больших хозяйственных ям) и скотоводством. Большинство учёных считают их ответвлением одного из дакийских племён.

## С начала нашей эры
В III веке н. э. на территорию Украины переселяются готы, которые здесь создают своё королевство — второе государственное образование на территории Украины. В 375 году готы терпят поражение от гуннов и переселяются на Запад. Держава гуннов, потерпев несколько поражений от римлян и союзников, быстро утрачивает силу и распадается. Время готов на территории Украины и юга России, по мнению М. Гимбутас и М. Б. Щукина, представлено черняховской археологической культурой, которую также называют «киевской культурой» и которая существовала на рубеже II—III вв. — рубеже IV—V вв. При этом сами готы составляли лишь верхний, правящий слой данной культуры, тогда как основной этнический слой мог быть балто-славянским.
После нашествия гуннов гегемония над территорией Украины переходит к славянским племенам антов и склавинов, представленных соответственно пеньковской (также частично колочинской) и пражско-корчакской археологическими культурами. На археологическом памятнике Кодин преображение прослеживается культуру карпатских курганов постепенно в пражскую культуру.
В конце VII века пражско-корчакская культура в восточной части своего ареала сменяется лука-райковецкой культурой (см. Райковецкое городище), просуществовавшей до конца IX века.
На рубеже VII—VIII веков Киев по уровню социально-экономического развития был, по сравнению с синхронным Пастырским городищем, рядовым поселением. С разгромом Пастырского городища и с глубоким проникновением кочевников-носителей перещепинской культуры в лесостепь, достигших Киевщины, связан Киевский клад, найденный 1892 году.
В VII веке союзом восточнославянских племён на территории Западной Волыни (возможно дулебами, волынянами или хорватами) в верховьях Западного Буга у истоков Серета было построено большое и хорошо укреплённое поселение Плиснеск, от которого сохранилось городище с курганным могильником, окружённое системой земляных валов и рвов общей длиной около 7 км (площадь ок. 300 га в IX—X веках). Это самый крупный памятник древнерусских фортификационных сооружений. Большое число уникальных находок свидетельствует о связях Плеснеска этого времени с Великой Моравией и поморскими славянами, раннем христианстве уже в IX веке, фортификационном строительстве и развитии ремесла. Через Плеснеск проходил торговый путь, связывавший Среднее Поднепровье с Великой Моравией и Германией. Также в Плеснеске существовал языческий культовый центр.
Вскоре большая часть территории Украины попадает в зависимость от Хазарского каганата (салтово-маяцкая культура). В VIII веке Битицкое городище заняло в Среднем Поднепровье место потестарно-экономической «столицы», такое же, которое Пастырское городище занимало среди памятников пеньковской культуры на рубеже VII—VIII веков.
В первой трети IX века погибли поселения волынцевской культуры на Старокиевской горе, Ходосовка I, Обухово и Битицкое городище.
В VIII—X веках у славянского населения лесостепей Левобережья Днепра (Черниговская, Сумская области) выделяется роменско-борщёвская культура.
Субботцевский горизонт памятников в Поднепровье (Субботцы, Коробчино, Манвеловка, Волосское, Воробьёвка, Твердохлебов, Крылоса, Бабичи) демонстрирует наиболее сильные связи с венгерской материальной культурой.
По характеру и деталям погребальной обрядности труположения в Киеве и на Среднем Поднепровье имеют прямые аналогии в раннехристианских памятниках на территории Великой Моравии в Скалице, Старом месте, Микульчице, Поганьско (близ Бржецлава), Стара-Коуржим, Колине и Желенках. В большинстве погребений конца IX — начала X века в Киеве и на Среднем Поднепровье тело покойного было помещено в могильную яму головой на запад, что характерно для славян.
C cередины X века в Поднестровье, Поднепровье и на Волыни стали работать мастера, изготовлявшие украшения на основе подунайских прототипов и с применением техник, привнесённых из Дунайского региона.
В IX—начале XI века в Верхнем Приднестровье существовал окружённый мощными земляными валами и рвами город белых хорватов Стольско площадью 250 га (Киев тогда имел площадь 9,7 га).
В Искоростене хронологические признаки указывают на время разгрома на Городища I — середину X века.
В IX—XIII веках в Медоборах на берегу реки Збруч находился Збручский культовый центр, который имел сложную структуру и состоял из трёх городков-святилищ (Бохит, Звенигород, Говда) на правом берегу Збруча и, возможно, одного святилища на левом берегу Збруча (Иванковцы, урочище Замчище).